# Immeuble au 12, quai Turenne de Nantes
L'immeuble, bâti au XVIIIe siècle, est situé au no 12 du quai Turenne à Nantes, en France. L'immeuble a été inscrit au titre des monuments historiques en 1984.

## Historique
Le bâtiment est inscrit au titre des monuments historiques par arrêté du 5 décembre 1984.